# Calcio Merlin Pocket Collection
Calcio Merlin Pocket Collection (abbreviato anche Calcio Merlin) è stata una collezione di figurine, in formato tascabile, prodotta dalla Topps Company.

## Storia e formato
La prima uscita avvenne in Inghilterra nel 2000, in occasione del campionato d'Europa. In Italia, già nel 1997, era stato tuttavia realizzato un album simile (sempre in formato piccolo). L'iniziativa coprì alcuni anni, dal 2002 al 2007 (ovvero le stagioni dal 2002-03 al 2006-07): le figurine dell'album, venduto gratuitamente, erano disponibili in pacchetti e chewing gum. 
Gli album erano dedicati alle squadre di Serie A (2 pagine per ciascuna) con figurine di calciatori, formazioni e stemmi delle società: nelle pagine finali, era anche presente il calendario del campionato. L'edizione 2007, in via eccezionale, vide la presenza della Serie B per l'iscrizione della Juventus al campionato cadetto: le figurine dedicate ai calciatori della seconda serie erano soltanto 5, oltre alle formazioni ed agli stemmini. L'ultima edizione, quella del 2008, presentava un nome diverso ("Serie A 2008 Super Campionato The Evolution"), un formato leggermente superiore e curiosità su alcuni calciatori. In Inghilterra fu invece dedicato alla Premier League.

## Pubblicazioni speciali
La Topps realizzò anche degli album per competizioni internazionali, tra cui l'Europeo 2004 e il Mondiale 2006. 